# Zsigmond Nagy
Zsigmond Nagy (ur. 27 lipca 1937 w Csengőd, zm. 1 marca 2010 w Budapeszcie) – węgierski lekkoatleta, który specjalizował się w pchnięciu kulą.
Zdobył srebrny medal na uniwersjadzie w 1959 w Turynie. Na igrzyskach olimpijskich w 1960 w Rzymie zajął w finale 14. miejsce. Był trzeci na uniwersjadzie w 1961 w Sofii.
Zajął 5. miejsce na mistrzostwach Europy w 1962 w Belgradzie. Zwyciężył na uniwersjadzie w 1963 w Porto Alegre. Na igrzyskach olimpijskich w 1964 w Tokio zajął 5. miejsce.
W latach 1959–1962 Nagy czterokrotnie poprawiał rekord Węgier w pchnięciu kulą, doprowadzając go do wyniku 19,16 m (25 lipca 1962, Ateny). Za każdym razem odbierał rekord Vilmosowi Varjú i na jego rzecz go tracił.
Był mistrzem Węgier w pchnięciu kulą w 1961 i 1962.
Rekordy życiowe:
- pchnięcie kulą – 19,16 m (25 lipca 1962, Ateny)
- rzut dyskiem – 52,49 m (1962)